# Іспанське вино

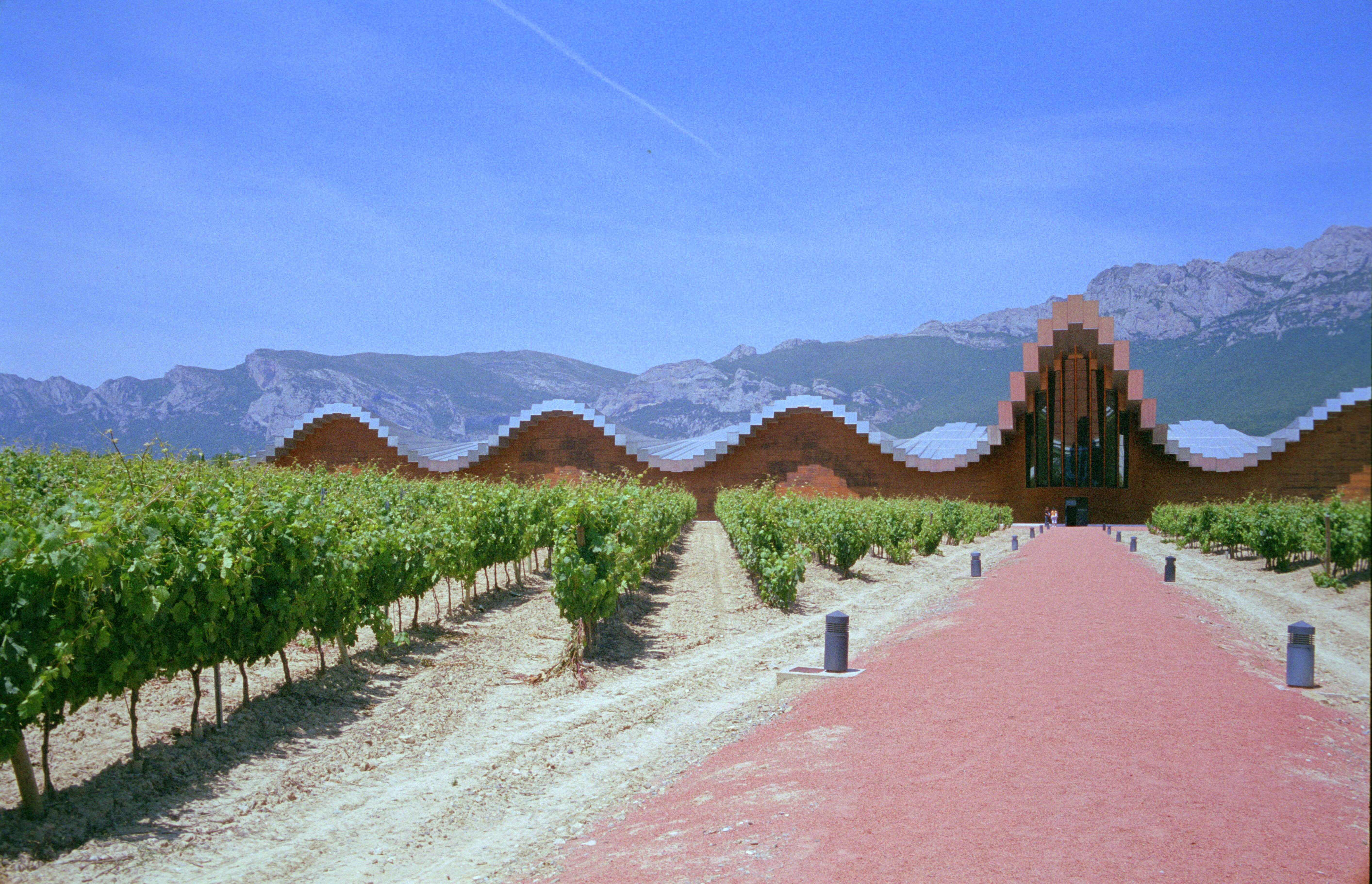
Виноградники у виноробні Ісіос у Лагуардії, провінція Алава, Іспанія

Іспанія є третім за об'ємом виробником вина у світі після Італії та Франції, на неї припадає близько 13 % світового виробництва вина[джерело?]. У той же час, площа іспанських виноградників найбільша у світі. Це пояснюється відносно низької врожайністю у спекотному кліматі та низькою щільністю посадок лози на бідних ґрунтах.

## Історія
Вино в Іспанії має дуже давню історію. Фінікійці заснували виноробний регіон навколо сучасного Кадісу близько 1100 року до н. е. Давньоримський письменник Люциус Колумелла (4-70 р. н.е), автор найдетальнішого опису виготовлення вина у Стародавньому Римі, родом саме з Кадісу (латиною Гадер), де його родина володіла виноградниками. За часів Римської Імперії іспанські вина були у широкому вжитку і торгівля ними була доволі жвавою.
Незважаючи на таку давню історію, іспанське виноробство зазнало більше технологічних та регуляторних змін з часу вступу до Європейського Союзу, ніж за весь попередній час свого існування. Модернізація виноградарства, технологій вініфікації та законодавства була стрімкою та триває і сьогодні. Активно з'являються нові географічні індикації, виробники, стилі вина.

## Сорти винограду
Основні сорти винограду, що їх культивують в Іспанії для цілей виноробства:
- Темпранійо — найвідоміший іспанський сорт, який можна зустріти майже у всіх виноградниках північної Іспанії. Він рано достигає (temprano іспанською — «ранній») і добре почуває себе на крейдових ґрунтах і у кліматі цієї частини країни.
- Ґарнача (Гренаш у Франції) — сорт з найбільшою площею виноградників серед червоних сортів. Дає вина з високим вмістом алкоголю, достигає рано. Часто його використовують для виготовлення рожевих вин (rosados).
- Бобаль — червоний сорт з якого виробляють червоні та рожеві вина насиченого забарвлення.
- Грас'яно — дуже якісний червоний сорт з невисокої врожайністю, у зв'язку з чим посадки доволі обмежені.
- Мазуело (або Карін'єна, або Карін'ян у Франції) — часто його змішують з Темпранійо
- Віура (або Макабеу) — білий сорт з багатими фруктовими ароматами та високою кислотністю
- Мальвазія — білий сорт, основний компонент найкращих білих вин з Ріохи.

Міжнародні сорти винограду, такі як Каберне Совіньйон, Мерло та Шардоне набувають все більшого поширення і використовуються як самостійно, так і у сумішах з місцевими сортами.
Для виготовлення кріпленого вина Херес (Шеррі) вживають виноград сортів Паломіно, Шареллу, Педро Хіменес.

## Регуляторна система
Іспанське законодавство щодо вина проходить фазу розвитку та активних змін. Все більше регіонів намагаються позначити статус свого вина шляхом створення офіційних класифікацій. Сьогодні ієрархія іспанських вин виглядає таким чином (у порядку зниження якості):
- Denominación de Origen Calificada (або DOCa чи DOQ — каталанською). Натепер існує дві таких категорії — Ріоха (Rioja) та Пріорат (Priorat).
- Denominación de Origen Pago (DO Pago) — досить нова категорія для окремих виноградників, які виготовляють вино визначної якості. У 2009 році таких було шість.
- Denominación de Origen (DO) — аналог французького AOC — мають виробляти вина визначеної мінімальної якості, визначених сортів винограду та стилю. Таких індикацій сьогодні близько 65.
- Vinos de Calidad con Indicación Geográfica (VCIG) — перехідна категорія вин VdlT, які «намагаються здобути статус DO». Ще одна нова категорія до якої наразі включені тільки два регіони — Valles de Benavente та Valtiendas.
- Vino de la Tierra (VdlT) — аналог французького «vin de pays» та італійського IGT — вина зазначеного географічного походження. Сьогодні існує близько 42 регіонів цієї категорії.
- Vino de Mesa, еквівалент французького vin de table — недороге столове вино.

## Маркування
Кожна пляшка вина категорій DOC та DO має бути позначена номерною маркою місцевої регуляторної ради (Consejo Regulador), яка гарантує класифікацію та у багатьох випадках до того ж підтверджує витримку вина. Щодо витримки, вина поділяються на такі категорії:
- Молоде вино (Vino Joven) — вино, яке зазвичай було або розлито у пляшки безпосередньо після вініфікації, або наступного року після врожаю.
- Кріанса (Crianza) — вино, якому принаймні 2 роки та яке було витримано у дубових бочках протягом принаймні 6 місяців
- Резерва (Reserva) — вино з відібраних якісних партій, якому принаймні 3 роки та яке було витримано у дубових бочках протягом принаймні одного року.
- Гран Резерва (Gran Reserva) — вино особливо вдалих врожаїв та партій, якому принаймні 5 років та яке було витримане у дубових бочках протягом принаймні двох років.

## Основні регіони виноробства
Основні регіони виноробства категорій DO можна згрупувати у шість географічних зон за ознаками клімату та вживаних сортів винограду. Цей поділ не є офіційною частиною системи класифікації.

### Верхня Ебро
- Ріоха

Виноградники покривають береги річки Ебро упродовж всього її плину з Кантабрійських гір до Середземного Моря, але найвідоміші іспанські вина походять з верхньої частини — з регіону Ріоха. Тут гори оточують виноградники з трьох боків та створюють унікальний мікроклімат (теруар). Виноград у Ріосі культивували ще за римської епохи, але справжнього розвитку місцевість зазнала після епідемії філоксери, яка винищила більшість виноградників півдня Франції і багато французьких торговців, виноробів та виноградарів переїхали на північ Іспанії аби продовжити свою справу.
Регіон Ріоха у свою чергу складається з трьох менших областей, які не мають окремих класифікацій щодо вина. Зазвичай, вина з індикації Ріоха є сумішшю вин з двох або трьох областей:
- Ріоха Алавеза

Область на захід від головного міста Ріохи — Логроньйо. Зона з відносно прохолодним кліматом внаслідок впливу Атлантичного Океану. Кількість опадів велика, ґрунти крейдові. Основний сорт винограду — Темпранійо. Винам притаманні найделікатніші у порівнянні з іншими субрегіонами аромати.
- Ріоха Альта

Область на північному заході від Логроньйо. Клімат теж морський, але тепліший і сухіший. Ґрунти глинисті, сприятливіший для білих сортів, таких як Мальвазія.
- Ріоха Баха

Розташована на схід в Логроньйо. Клімат більш континентальний зі спекотним літом та холодною зимою. На глинистих ґрунтах культивується сорт Гарнача. Звідси походить більшість молодого вина.
- Наварра

Традиційно регіон виготовляв рожеві вина, але останніми роками винороби збільшують виробництво вина червоного. Стиль вин Наварри схожий на вина Ріохи, але вони є більш ароматними та насиченими внаслідок вжитку у купажах винограду Каберне Совіньйон та Мерло.

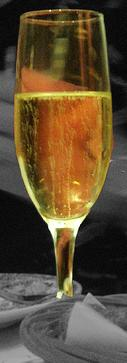
Ігристе вино Кава

### Каталонія

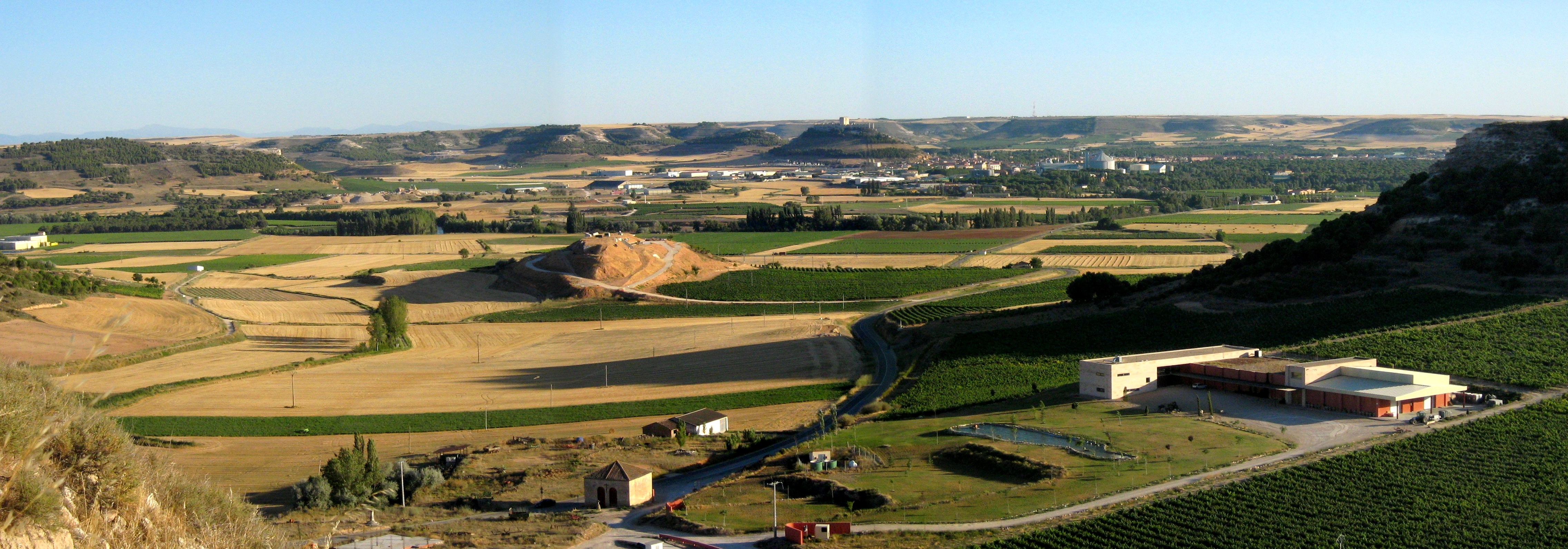
Долина Дуеро

Провінція є центром виробництва ігристого вина — каби. Три основних сорти для цього виду вина — Пареяда, Шареллу, Макабео — широко культивуються в регіоні. Крім каби з них виробляють також і тихі вина.
- Пенедес

Історично домінуючий регіон для каталонських тихих вин. Пенедес покриває три кліматичних теруари. Прибережна долина має середземноморський клімат зі спекотним сухим літом. Тут виробляють інтенсивні червоні вина з сортів Гарнача та Монастрель (французькою — Мурведр). Також збільшуються плантації міжнародних сортів.
Трохи далі від моря розташована зона з помірним кліматом, яка є джерелом саме білих вин з Пареяда, Шареллу та Макабео, в тому числі і ігристих вин. Ще далі у напрямку гір є зона з прохолодним мікрокліматом, де успішно вирощують Рислінг, Піно Нуар, Ґевюрцтрамінер.
- Таррагона — широкий спектр вин від солодких до сухих, деякі дуже високої якості.
- Пріорат (Пріорато) — дуже успішний виноробний субрегіон, один з двох у статусі DOC. Інтенсивні вина з сортів Гарнача та Кариньян з дуже високим вмістом алкоголю, стійкими ароматами дичини та грибів та вина сучасного стилю з міжнародних сортів з ароматами лісових ягід та дубу.

### ДолинаДуеро
- Торо

Регіон, що починається з кордону з Португалією. Дуже спекотні літа сприяють накопиченню цукру у винограді і як результат, вина мають дуже високий вміст алкоголю — 14,5 % є нормою. Домінуючий виноград — Темпранійо. Стиль вина схожий на Ріоху, але вина є інтенсивнішими.
- Руеда

Регіон виробляє елегантні вина з місцевого сорту Вердехо, який добре почуває себе на крейдових ґрунтах і в континентальному кліматі. Збільшуються плантації Совіньйон Блан та Віура.
- Ріберо дель Дуеро

Дуже престижний регіон. Виноградники розташовані на обох берегах річки Дуеро. Складові якості вин — висота над рівнем моря (прохолодні вечори та помірне літо) та багаті на вапняк ґрунти. Традиційний сорт — Темпранійо. Вина з цього регіону є темнішими, більш танінними та насиченими у порівнянні з Ріохою. Наявні аромати чорниці та сливи.

### Північний Захід
Вогкий клімат робить проблематичним вирощування багатьох сортів винограду. Добре почуває себе тут білий сорт Альбаріньйо, що дає легкі вина з ароматами персику та високою кислотністю. Вони добре комбінуються з місцевими стравами з морепродуктів.

### Левант
Здебільшого прості білі вина з невисокою якістю. Останнім часом регіон отримує значні інвестиції у виноробство, запроваджуються нові сорти, поліпшується якість. Помітним вином є солодке і надзвичайно ароматне Москатель де Валенсія.

### Месета
Джерело майже половини вина, що його виробляє Іспанія.
- Ла Манча

Це батьківщина маловідомого білого сорту Айрен, який тим не менш, є найбільшим за площею посадок сортом у світі. Основна його частка дистилюється у Бренді де Херес. Значні інвестиції у вигляді ґрантів ЄС останніми роками призвели до значного поліпшення якості вин, до появи нових стилів вина (свіжіших та ароматних) та нових сортів винограду у регіоні.
- Вальдепен'яс — виробництво червоних вин з Темпранійо, до якого іноді додають білий Айрен.